# Vaudeville Villain
Vaudeville Villain er det tredje studiealbum af den britisk-amerikanske rapper MF Doom. Albummet blev udgivet den 16. september 2003 under pseudonymet Viktor Vaughn.

## Spor
Alt tekst skrevet af Daniel Dumile. 
| Vaudeville Villain | Vaudeville Villain                                                                                 | Vaudeville Villain  | Vaudeville Villain | Vaudeville Villain | Vaudeville Villain | Vaudeville Villain | Vaudeville Villain | Vaudeville Villain | Vaudeville Villain |
| #                  | Titel                                                                                              | Producer            | Længde             |                    |                    |                    |                    |                    |                    |
| ------------------ | -------------------------------------------------------------------------------------------------- | ------------------- | ------------------ | ------------------ | ------------------ | ------------------ | ------------------ | ------------------ | ------------------ |
| 1.                 | "Overture"                                                                                         |                     | 0:34               |                    |                    |                    |                    |                    |                    |
| 2.                 | "Vaudeville Villain"                                                                               | King Honey          | 2:31               |                    |                    |                    |                    |                    |                    |
| 3.                 | "Lickupon"                                                                                         | Heat Sensor         | 2:44               |                    |                    |                    |                    |                    |                    |
| 4.                 | "The Drop"                                                                                         | Max Bill            | 3:24               |                    |                    |                    |                    |                    |                    |
| 5.                 | "Lactose and Lecithin"                                                                             | Heat Sensor         | 2:34               |                    |                    |                    |                    |                    |                    |
| 6.                 | "A Dead Mouse"                                                                                     | King Honey          | 3:55               |                    |                    |                    |                    |                    |                    |
| 7.                 | "Open Mic Nite, Pt. 1" (featuring Lord Sear, Brother Sambuca, Rodan as Dr. Moreau and Louis Logic) | King Honey          | 4:06               |                    |                    |                    |                    |                    |                    |
| 8.                 | "RaeDawn"                                                                                          | Heat Sensor         | 3:00               |                    |                    |                    |                    |                    |                    |
| 9.                 | "Let Me Watch" (featuring Apani B as Nikki)                                                        | King Honey          | 4:27               |                    |                    |                    |                    |                    |                    |
| 10.                | "Saliva"                                                                                           | RJD                 | 2:28               |                    |                    |                    |                    |                    |                    |
| 11.                | "Modern Day Mugging"                                                                               | Heat Sensor         | 2:43               |                    |                    |                    |                    |                    |                    |
| 12.                | "Open Mic Nite, Pt. 2" (featuring Lord Sear, AJ Ready Wright og Creature)                          | King Honey • Mr Ten | 3:13               |                    |                    |                    |                    |                    |                    |
| 13.                | "Never Dead" (featuring M. Sayyid as Curis Strifer)                                                | Heat Sensor         | 3:27               |                    |                    |                    |                    |                    |                    |
| 14.                | "PopSnot"                                                                                          | Max Bill            | 4:39               |                    |                    |                    |                    |                    |                    |
| 15.                | "Mr. Clean"                                                                                        | King Honey          | 2:13               |                    |                    |                    |                    |                    |                    |
| 16.                | "G.M.C."                                                                                           | Max Bill            | 3:33               |                    |                    |                    |                    |                    |                    |
| 17.                | "Change the Beat" (Hidden Track)"                                                                  | Max Bill            | 6:55               |                    |                    |                    |                    |                    |                    |
| 56:42              | |                     |                    |                    |                    |                    |                    |                    |                    |